# Dschamsrangiin Sambuu
Dschamsrangiin Sambuu (mongolisch Жамсрангийн Самбуу; * 27. Juni 1895 in Büren Sum, Zentralaimag; † 21. Mai 1972 in Ulan Bator) war ein mongolischer Politiker und Diplomat. Er war von 1954 bis zu seinem Tode Staatspräsident der Mongolischen Volksrepublik.

## Leben
Sambuu wurde als Sohn eines Hirten und Viehzüchters (mongolisch арат, arat) geboren. Mit 16 Jahren war er Schreiber bei der Gemeinde- bzw. Aimag-Verwaltung. 1922 trat er der Mongolischen Revolutionären Volkspartei (MRVP) bei.
Von 1922 bis 1930 war er Mitarbeiter im Finanzministerium der Mongolischen Volksrepublik. Von 1930 bis 1936 war er in der Verwaltung und für die Partei in verschiedenen Aimags tätig, unter anderem im Archangai-Aimag und in den Zentral- und Süd-Gobi-Aimags, in denen Sambuu Mitglied der Zentral-Exekutivkomitees war. 1936 leitete er eine Abteilung im Ministerium für Viehzucht und Ackerbau.

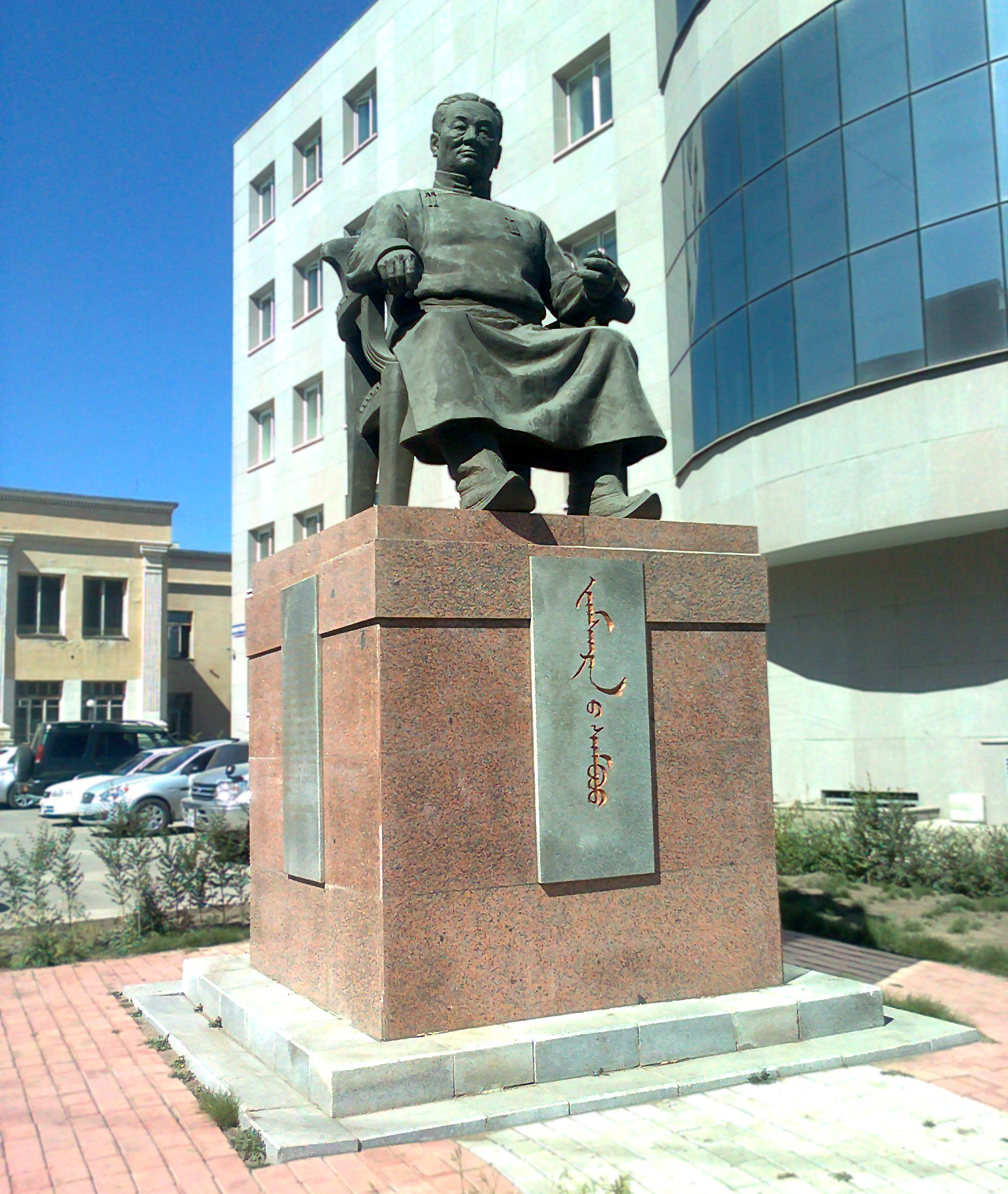
Denkmal in Ulan-Bator

Von 1937 bis 1946 war Sambuu Gesandter der Mongolischen Volksrepublik in Moskau, von 1946 bis 1950 Abteilungsleiter im Außenministerium der Mongolischen Volksrepublik, von 1950 bis 1952 Botschafter in Pjöngjang (Koreanische Demokratische Volksrepublik) und von 1952 bis 1954 stellvertretender Außenminister sowie 1953/1954 stellvertretender Vorsitzender der Gesellschaft für Mongolisch-Sowjetische Freundschaft.
1951 wurde Sambuu in den Großen Volks-Chural und am 7. Juli 1954 zum Vorsitzenden des Präsidiums des Großen Volks-Churals (= Staatspräsident) gewählt.
Seit 1954 war Sambuu auch Mitglied des ZK und Mitglied des Politbüros des ZK der MRVP.

## Auszeichnungen und Ehrungen
- Held der Arbeit der Mongolischen Volksrepublik (1965)
- Internationaler Lenin-Friedenspreis für die Festigung des Friedens zwischen den Völkern (1966)
- Süchbaatar-Orden (viermal)
- Leninorden

In Ulan-Bator wurde ein Denkmal zu Ehren Sambuus errichtet.